# Chinsuko
Chinsuko (ちんすこう/金楚糕, Chinsukō) é um biscoito doce típico de Okinawa, Japão. É um pequeno biscoito feito principalmente de banha e farinha, adicionadas de açúcar, que resultam em uma massa com um sabor  leve e adocicado. A receita também pode ser preparada com outras formas de gordura, vegetal ou animal, como manteiga e óleo de canola.
Originalmente, o biscoito foi desenvolvido na China, sob o nome de chinruko, e era feito de farinha de trigo. Ele chegou ao Japão por volta do século XV, e se tornou um alimento fino, que apenas os nobres e aristocratas do reino de Ryukyu poderiam comer; no entanto, hoje em dia, o alimento é facilmente encontrado para consumo.